# 美岛鹃鵙
美岛鹃鵙（学名：Coracina caledonica）是山椒鸟科鸦鹃鵙属的一个罕见物种。分布于新喀里多尼亚、布干维尔岛、所罗门群岛和瓦努阿图。美岛鹃鵙是一种大型的鹃鵙，体长可达32至37厘米，尾部方长，羽毛呈深灰色。成鸟的眼球为黄色，而幼鸟的为褐色。
其自然栖息地是亚热带或热带的湿润低地森林以及亚热带或热带的湿润山地。